# Heosemys annandalii
Espèce
Synonymes
- Cyclemys annandalii Boulenger, 1903

Statut de conservation UICN

 EN A1cd+2d : En danger
Statut CITES
La tortue des temples à tête jaune (Heosemys annandalii), ou tortue d'Annandale, est une espèce de tortues de la famille des Geoemydidae.

## Répartition
La tortue des temples à tête jaune se rencontre en Asie du sud-est : nord de la Malaisie péninsulaire, Thaïlande, Cambodge, sud du Laos et Viêt Nam. Sa présence en Birmanie est incertaine. En Malaisie, il s'agit probablement d'une espèce introduite.

## Description
La tortue des temples à tête jaune est une tortue de grande taille, sa carapace pouvant atteindre 80 cm. C'est l'espèce la plus grande du genre. La femelle est plus grande que le mâle. La carapace est noir ou brun foncé, avec des écailles en forme de trapèze ou de triangle isocèle. La tête est de taille moyenne, avec un museau en saillie. C'est un animal aquatique, avec des doigts palmés.

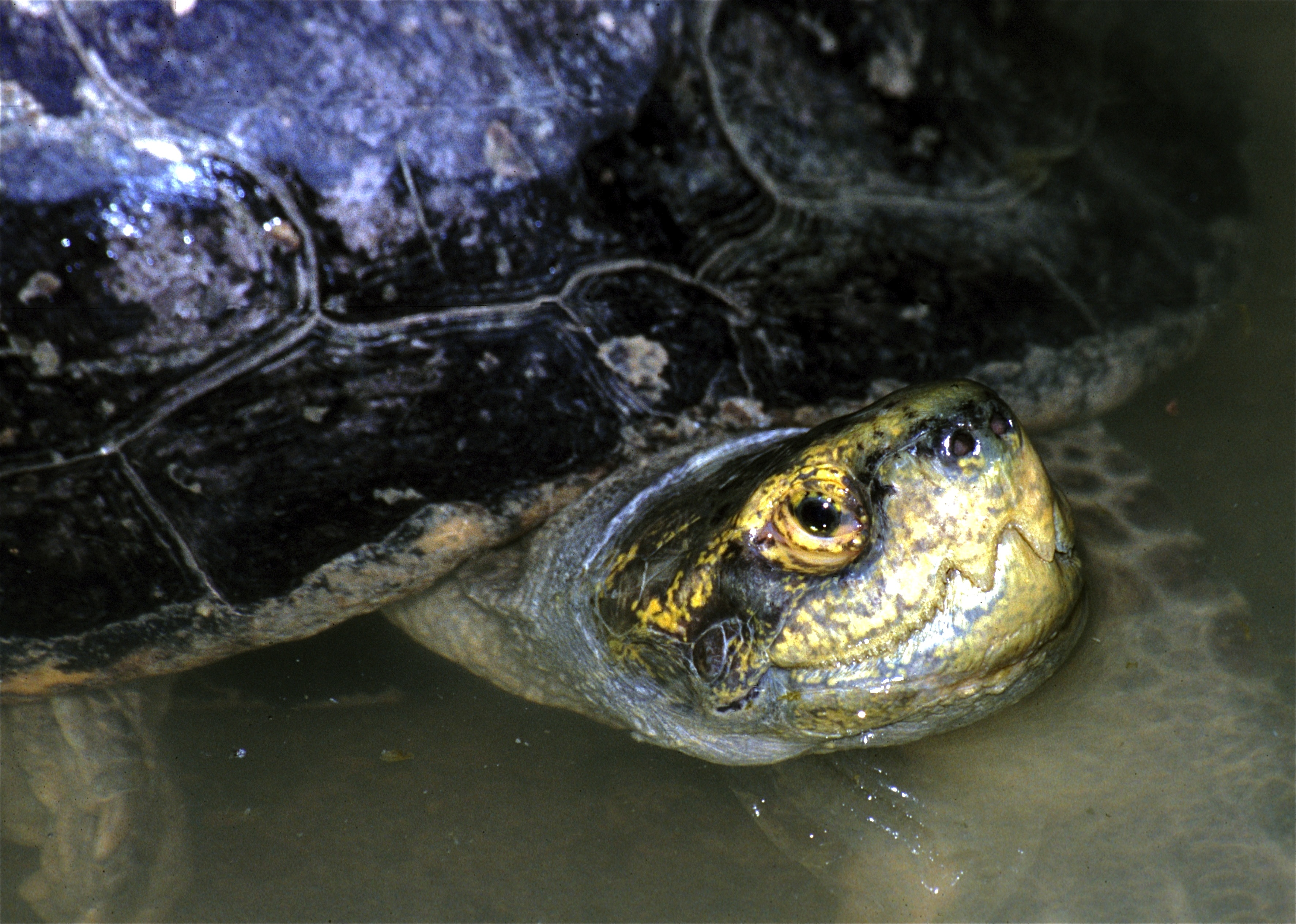

Les œufs sont ovales, d'un diamètre de 5,7 à 6,2 cm. Juste après l'éclosion, les juvéniles ont une carapace de 6 cm de long.
La tortue des temples à tête jaune est herbivore. Elle peut vivre, en captivité, jusqu'à 35 ans.

## Dénomination
La tortue des temples à tête jaune doit son nom usuel au fait qu'elle est souvent présente au voisinage des temples bouddhistes.

## Publication originale
- Boulenger, 1903 : Report on the Batrachians and Reptiles. in Annandale & Robinson : Fasciculi Malayenses: Anthropological and Zoological Results of an Expedition to Perak and the Siamese Malay States, 1901-1902, p. 131-178 (texte intégral).